# Мокхали, Табисо
Табисо Пол Мокхали (англ. Thabiso Paul Moqhali; род. 7 декабря 1967) — лесотский легкоатлет, выступавший в беге на средние и длинные дистанции, марафонском беге и спортивной ходьбе. Участник летних Олимпийских игр 1992 и 2000 годов.

## Биография
Табисо Мокхали родился 7 декабря 1967 года.
В 1986 году участвовал в юниорском чемпионате мира в Афинах. В беге на 5000 метров показал 22-й результат (14 минут 27,62 секунды), в ходьбе на 20 км занял 23-е место (1 час 20 минут 57 секунд).
На Играх Содружества в Эдинбурге занял 22-е место в беге на 1500 метров (3.25,31), 14-е — в беге на 5000 метров (14.48,91).
В 1990 году выступал на Играх Содружества в Окленде, где занял 10-е место в марафоне (2:17.33).
В 1992 году вошёл в состав сборной Лесото на летних Олимпийских играх в Барселоне. В марафоне занял 33-е место с результатом 2:19.28, уступив 6 минут 5 секунд завоевавшему золото Хвану Ён Джо из Южной Кореи.
В 1998 году завоевал золотую медаль Игр Содружества в Куала-Лумпуре в марафоне (2:19.15).
В 2000 году выиграл Белградский марафон с результатом 2:15.08.
В том же году вошёл в состав сборной Лесото на летних Олимпийских играх в Сиднее. В марафоне занял 16-е место с результатом 2:16.43, уступив 6 минут 32 секунды выигравшему золото Гезахегне Абере из Эфиопии.
В 2001 году участвовал в чемпионате мира в Эдмонтоне, где занял 30-е место в марафоне (2:25.44).

## Личный рекорд
- Марафон — 2:10.55 (12 апреля 1992, Лондон)[5][3]